# Municipio de St. Matthews
El municipio de St. Matthews (en inglés: St. Matthews Township) es un municipio ubicado en el  condado de Wake en el estado estadounidense de Carolina del Norte. En el año 2010 tenía una población de 65.731 habitantes.

## Geografía
El municipio de St. Matthews se encuentra ubicado en las coordenadas 35°48′37.54″N 78°32′46.01″O / 35.8104278, -78.5461139.